# Flipper (1996)
Flipper is een Amerikaanse film uit 1996, een remake van een film met dezelfde titel uit 1963.
Sandy wordt gespeeld door Elijah Wood, die onder andere daarna speelde in The Lord of the Rings.
De film werd naar aanleiding van de televisieserie Flipper gemaakt. De laatste dolfijn die Flipper speelde overleed op 41-jarige leeftijd.

## Verhaal
De film gaat over een jongen, Sandy, en een dolfijn, Flipper.
Sandy is een stadse jongen, die in de vakantie bij zijn oom Porter komt logeren, op een eiland. Sandy vindt hier niks aan en wil zo snel mogelijk terug naar huis. Bovendien woont zijn oom in een bouwval van een hut, met een pelikaan.
Zijn oom en zijn vriendin doen onderzoek naar dolfijnen. Ze volgen al een tijd één dolfijn, Flipper, die erg tam is.
Op gegeven moment moet Flipper weg van de kustwacht. Sandy en Flipper hebben intussen een goede band opgebouwd, dus Sandy is heel bedroefd.
Sandy ontmoet een meisje en ze worden vrienden.
Flipper wordt in zee teruggezet, in de hoop dat hij niet terugzwemt naar de kust. Sandy en het meisje gaan op zoek in een rubberbootje dat achter aan de boot van Porter hangt. Het meisje ziet het niet zitten en gaat terug naar de boot, Sandy blijft zitten.
Hij maakt de boot los en vaart 's avonds weg.
Een zakenman, die al eerder geprobeerd heeft Flipper neer te schieten en er ook voor heeft gezorgd dat Flipper uit werd gezet, komt met zijn jacht aanvaren en vaart over het bootje heen. De boot is lek en Sandy dobbert in het water.
Daar komt een hamerhaai aan. Hij valt Sandy aan. Maar daar komt Flipper en samen met zijn dolfijnenvrienden redt hij Sandy van de haai.

## Rolverdeling
| Acteur         | Personage           |
| -------------- | ------------------- |
| Paul Hogan     | Porter Ricks        |
| Elijah Wood    | Sandy Ricks         |
| Jessica Wesson | Kim                 |
| Jonathan Banks | Dirk Moran          |
| Bill Kelley    | Donald              |
| Chelsea Field  | Kathy               |
| Isaac Hayes    | Sheriff Russ        |
| Jason Fuchs    | Marvin              |
| Luke Halpin    | Bounty Fisherman #3 |

1. ↑  Halpin speelde in de originele serie en film de rol van Sandy